# Borys Paton
Borys Jevhenovytj Paton (ukrainska: Борис Євгенович Патон), född 27 november 1918 i Kiev, död 19 augusti 2020 i Kiev, var en sovjetisk och  ukrainsk vetenskapsman, och president i den ukrainska vetenskapsakademien sedan 1962. 
Paton utexaminerades från Kiev polytekniska institut 1941 och kom därefter till den sovjetiska rustningsindustri som landet höll på att bygga upp i Ural, långt bortom tyska Luftwaffes räckvidd. Han arbetade där under hela kriget tillsammans med sin far Jevhen Paton, där de gjorde avgörande insatser för den enorma sovjetiska krigsansträngningen i vad ryssarna kallar det stora fosterländska kriget. Borys Paton belönades, två gånger med ”Socialistiska arbetets hjälte”, med Stalinpriset 1950, Leninpriset 1957 och erhöll Leninorden fyra gånger. När Ukraina år 1998 inrättade utmärkelsen Ukrainas hjälte var han den första som erhöll utmärkelsen. År 2010 mottog han Global Energy Prize för bidrag till lösning av vetenskapliga och tekniska problem förknippade med pipelinetransport av energiresurser.
Hans far Jevhen Paton grundade Institutet för elektrosvetsning döpt efter E. O. Paton i Kiev 1934. En av Kievs broar över Dnepr bär faderns namn.

## Utmärkelser
- Arbetets Röda Fanas orden,  13 september 1943
- Statliga Stalinpriset, tredje graden,  1950
- Leninpriset,  1957
- Leninorden,  27 april 1967
- Förtjänstfull medarbetare inom vetenskap och teknik i Ukrainska SSR,  1968
- Faderländska förtjänstorden i brons,  1968
- Leninorden,  13 mars 1969
- ”Hammare och skära”-guldmedaljen,  13 mars 1969
- Socialistiska arbetets hjälte,  13 mars 1969
- Leninorden,  17 september 1975
- S. I. Vavilov-guldmedaljen,  1978
- Socialistiska arbetets hjälte,  24 november 1978
- Leninorden,  24 november 1978
- ”Hammare och skära”-guldmedaljen,  24 november 1978
- Lomonosov-guldmedaljen,  1980
- Förtjänstfull uppfinnare i Sovjetunionen,  24 juni 1983
- Oktoberrevolutionsorden,  26 april 1984
- Kyrillos och Methodios-orden,  1985
- Sovjetunionens ministerråds pris,  1988
- Tjeckoslovakiens vänskapsorden,  29 september 1988[6]
- Folkens vänskapsorden,  24 november 1988
- Ukrainas presidents hederstecken,  25 november 1993[7]
- Riddare av Italienska republikens förtjänstorden,  1996
- Femte klass av Jaroslav den vises orden,  13 maj 1997
- Storkorset av Storfurst Gediminas orden,  1998
- Ukrainas hjälte, statlig orden,  26 november 1998[8]
- Ukrainas hjälte, statlig orden,  26 november 1998[9]
- Ryska fäderneslandets förtjänstorden av andra graden,  27 november 1998
- Hedersdiplom från Ukrainas ministerkabinett,  5 april 2002
- Vernadskij-medaljen,  2003
- S. P. Koroljov-guldmedaljen,  2003
- Hedersdiplom från Ukrainas ministerkabinett,  26 november 2003
- Fjärde klass av Jaroslav den vises orden,  26 november 2003
- Francysk Skaryna-orden,  28 november 2003
- Tadzjikistans Vänskapsorden,  2004
- Ukrainas statliga pris för vetenskap och teknik,  2004
- Ärans orden,  19 januari 2004[10]
- Shohratorden,  26 november 2008
- Ryska fäderneslandets förtjänstorden av första graden,  26 november 2008[11]
- Första klass av Jaroslav den vises orden,  27 november 2008[12]
- Orden för vänskap mellan folken,  28 november 2008
- Global Energy Prize,  2010
- Frihetsorden,  21 januari 2012
- Förtjänstorden, första rangen,  27 november 2013
- Jubileumsmedalj "Ukrainas självständighet 25 år",  19 augusti 2016[13]
- Hedersdoktor vid Kievs nationella universitet
- Andra klass av Jaroslav den vises orden
- Hedersmedborgare i Kiev
- Danakerorden
- Medalj ”För tappert arbete under det Stora Fäderneslandkriget 1941-1945”
- Andra graden av Kazakstans Vänskapsorden
- Unescos Albert Einstein-medalj[14]
- Moldaviens hedersorden
- Georgiens hedersorden
- Italienska republikens förtjänstorden

[Redigera Wikidata]